# Martin Stevens (chính khách)
Martin Stevens (31 tháng 7 năm 1929 – 10 tháng 1 năm 1986) là một chính khách của Đảng Bảo thủ Anh.

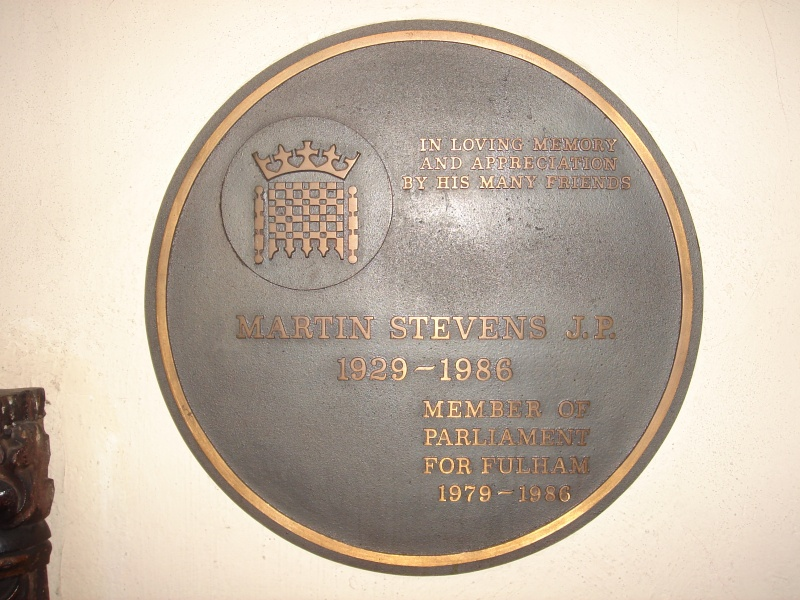
Tấm bảng tưởng niệm, All Saints, Fulham, London

Stevens được đào tạo tại Trường Orley Farm, Cao đẳng Bradfield và Cao đẳng Trinity, Oxford, và là giám đốc công ty. Ông từng là thành viên của Hội đồng Quận London từ năm 1955–58 và là ủy viên hội đồng của Hội đồng Camberwell Borough từ 1959–65.
Stevens tranh chấp Dulwich năm 1964 và 1966. Ông trở thành Nghị sĩ Quốc hội của Fulham vào năm 1979 khi giành được ghế từ Đảng Lao động. Stevens nắm giữ Fulham cho đến khi ông qua đời vào năm 1986 ở tuổi 56. Nick Raynsford của Lao động đã giành được ghế của mình trong cuộc bầu cử phụ sau đó, mặc dù nó đã được Đảng Bảo thủ giành lại vào năm 1987.
Ông công khai là người đồng tính và là thành viên của Chiến dịch vì Bình đẳng Đồng tính luyến ái.